# Morti nel 1974/Maggio
| Questa pagina contiene informazioni ricavate automaticamente dalle voci biografiche con l'ausilio del template Bio e di un bot. L'aggiornamento è periodico e automatico e ricostruisce completamente la pagina. Se manca una persona in questa lista, sei pregato di non aggiungerla, ma accertati piuttosto che la sua voce biografica contenga il template Bio e che i dati anagrafici siano correttamente compilati. Se il template Bio manca, inseriscilo tu stesso o, in alternativa, metti l'avviso {{tmp\|Bio}} che ne segnala la mancanza. Se i dati riportati sono sbagliati, correggi direttamente la voce biografica; le modifiche saranno visibili in questa lista entro pochi giorni. Per chiarimenti vedi il progetto biografie. La lista contiene solo le 81 persone che sono citate nell'enciclopedia e per le quali è stato implementato correttamente il template Bio. Pagina aggiornata al 3 mar 2024. |

- 1º maggio - Gene Bilbrew, illustratore e fumettista statunitense (n. 1923)
- 2 maggio - Diego de Henriquez,  italiano (n. 1909)
- 4 maggio - Gerhard Lamprecht, regista, sceneggiatore e produttore cinematografico tedesco (n. 1897)
- 4 maggio - Tommy Magee, calciatore inglese (n. 1899)
- 4 maggio - Otto Nikodym, matematico polacco (n. 1877)
- 6 maggio - Enzo Romagnoli, cantante italiano (n. 1914)
- 7 maggio - Abu Bakar di Pahang, sovrano malese (n. 1904)
- 7 maggio - Branquinho da Fonseca, scrittore portoghese (n. 1905)
- 7 maggio - Dudley Clarke, militare britannico (n. 1899)
- 7 maggio - Gustaf Dyrsch, cavaliere svedese (n. 1890)
- 7 maggio - Fred Kelly, ostacolista statunitense (n. 1891)
- 8 maggio - Franco Fanuzzi, imprenditore italiano (n. 1922)
- 8 maggio - Toshio Irie, nuotatore giapponese (n. 1911)
- 9 maggio - Wally Van, attore, regista e sceneggiatore statunitense (n. 1880)
- 10 maggio - Orlando Amêndola, nuotatore, pallanuotista e canottiere brasiliano (n. 1899)
- 10 maggio - Gennaro Cantiello, militare italiano (n. 1938)
- 10 maggio - Hal Mohr, direttore della fotografia statunitense (n. 1894)
- 10 maggio - Takeshi Sakamoto, attore giapponese (n. 1899)
- 11 maggio - Paul Bourgeois, astronomo belga (n. 1898)
- 11 maggio - Lorenzo Gargiulo, arcivescovo cattolico italiano (n. 1904)
- 11 maggio - Carlos Mugica, presbitero e attivista argentino (n. 1930)
- 12 maggio - Pietro Abbo, politico e partigiano italiano (n. 1884)
- 12 maggio - Giuseppe Alberti, politico italiano (n. 1902)
- 12 maggio - Tony Costa, serial killer statunitense (n. 1944)
- 12 maggio - Irene Giblin, pianista e compositrice statunitense (n. 1888)
- 12 maggio - Wayne Maki, hockeista su ghiaccio canadese (n. 1944)
- 13 maggio - Michele Basile, politico italiano (n. 1915)
- 13 maggio - Angelo Besozzi, calciatore e dirigente sportivo italiano (n. 1891)
- 13 maggio - Jaime Torres Bodet, politico e scrittore messicano (n. 1902)
- 13 maggio - Allal al-Fasi, scrittore, rivoluzionario e politico marocchino (n. 1910)
- 14 maggio - Jacob Levi Moreno, psichiatra rumeno (n. 1889)
- 14 maggio - Hipólito Lázaro, cantante lirico spagnolo (n. 1887)
- 14 maggio - Bruno Mozzambani, calciatore italiano (n. 1923)
- 14 maggio - Antonio Rivarola, calciatore argentino (n. 1908)
- 15 maggio - Paul Gonsalves, musicista statunitense (n. 1920)
- 15 maggio - Guy Simonds, generale canadese (n. 1903)
- 15 maggio - Boris Izrailevič Volček, regista sovietico (n. 1905)
- 16 maggio - Domenico Fazio, militare italiano (n. 1921)
- 17 maggio - Charles Braswell, attore statunitense (n. 1924)
- 17 maggio - Donald DeFreeze, terrorista e criminale statunitense (n. 1943)
- 17 maggio - Maurice Lehmann, attore e impresario teatrale francese (n. 1895)
- 17 maggio - Patricia Soltysik, terrorista e criminale statunitense (n. 1950)
- 18 maggio - Martín Echegoyen, politico uruguaiano (n. 1891)
- 18 maggio - Tyree Glenn, trombonista e vibrafonista statunitense (n. 1912)
- 18 maggio - Manabu Koga, nuotatore giapponese (n. 1935)
- 18 maggio - Harry Ricardo, ingegnere britannico (n. 1885)
- 18 maggio - Romolo Verde, ciclista su strada italiano (n. 1895)
- 19 maggio - Alessandro Scotti, politico italiano (n. 1889)
- 20 maggio - Pierre Abraham, giornalista, saggista e critico letterario francese (n. 1892)
- 20 maggio - Jean Daniélou, teologo e cardinale francese (n. 1905)
- 20 maggio - Theodor Förster, chimico e fisico tedesco (n. 1910)
- 20 maggio - Dominique Hoàng Văn Đoàn, vescovo cattolico vietnamita (n. 1912)
- 20 maggio - Alfredo Monza, calciatore e allenatore di calcio italiano (n. 1911)
- 20 maggio - Leontine Sagan, regista cinematografica tedesca (n. 1889)
- 21 maggio - Henry des Abbayes, botanico francese (n. 1898)
- 24 maggio - Mario Bacciocchi, architetto e urbanista italiano (n. 1902)
- 24 maggio - Arthur Chickering, aracnologo e zoologo statunitense (n. 1887)
- 24 maggio - Didrik Christensen, calciatore norvegese (n. 1903)
- 24 maggio - Clyde Cowan, fisico statunitense (n. 1919)
- 24 maggio - Duke Ellington, direttore d'orchestra, compositore e pianista statunitense (n. 1899)
- 24 maggio - Konrad Frey, ginnasta tedesco (n. 1909)
- 24 maggio - Paolo Greco, giurista italiano (n. 1889)
- 24 maggio - Pard Pearce, giocatore di football americano statunitense (n. 1896)
- 25 maggio - Donald Crisp, attore, regista e sceneggiatore britannico (n. 1882)
- 25 maggio - Nicola Romeo, avvocato e politico italiano (n. 1902)
- 26 maggio - Eleonora d'Asburgo-Teschen, nobildonna (n. 1886)
- 26 maggio - Silvio Ambrosini, politico italiano (n. 1913)
- 26 maggio - Steen Due, hockeista su prato danese (n. 1898)
- 26 maggio - Kitty Gordon, attrice teatrale britannica (n. 1878)
- 26 maggio - Allan McDonald, giocatore di snooker australiano
- 26 maggio - Enrico Medi, fisico e politico italiano (n. 1911)
- 26 maggio - Silvio Moser, pilota automobilistico svizzero (n. 1941)
- 26 maggio - Willy Sundblad, calciatore norvegese (n. 1917)
- 28 maggio - Matthew Frew, aviatore britannico (n. 1895)
- 28 maggio - Francesco Fausto Nitti, antifascista e partigiano italiano (n. 1899)
- 29 maggio - Seton I. Miller, sceneggiatore e produttore cinematografico statunitense (n. 1902)
- 29 maggio - Gérard Walter, storico francese (n. 1896)
- 30 maggio - Giancarlo Esposti, terrorista italiano (n. 1949)
- 31 maggio - Harry Primrose, VI conte di Rosebery, politico britannico (n. 1882)
- 31 maggio - Gabriel Scognamillo, scenografo italiano (n. 1906)
- 31 maggio - Thomas Bertram Lonsdale Webster, grecista britannico (n. 1905)